# Sainte-Catherine-lès-Arras
Sainte-Catherine-lès-Arras é uma comuna francesa na região administrativa de Altos da França, no departamento de Pas-de-Calais. Estende-se por uma área de 4,4 km². Em 2010 a comuna tinha 3 560 habitantes (densidade: 809,1 hab./km²).